# Tormenta Dragón

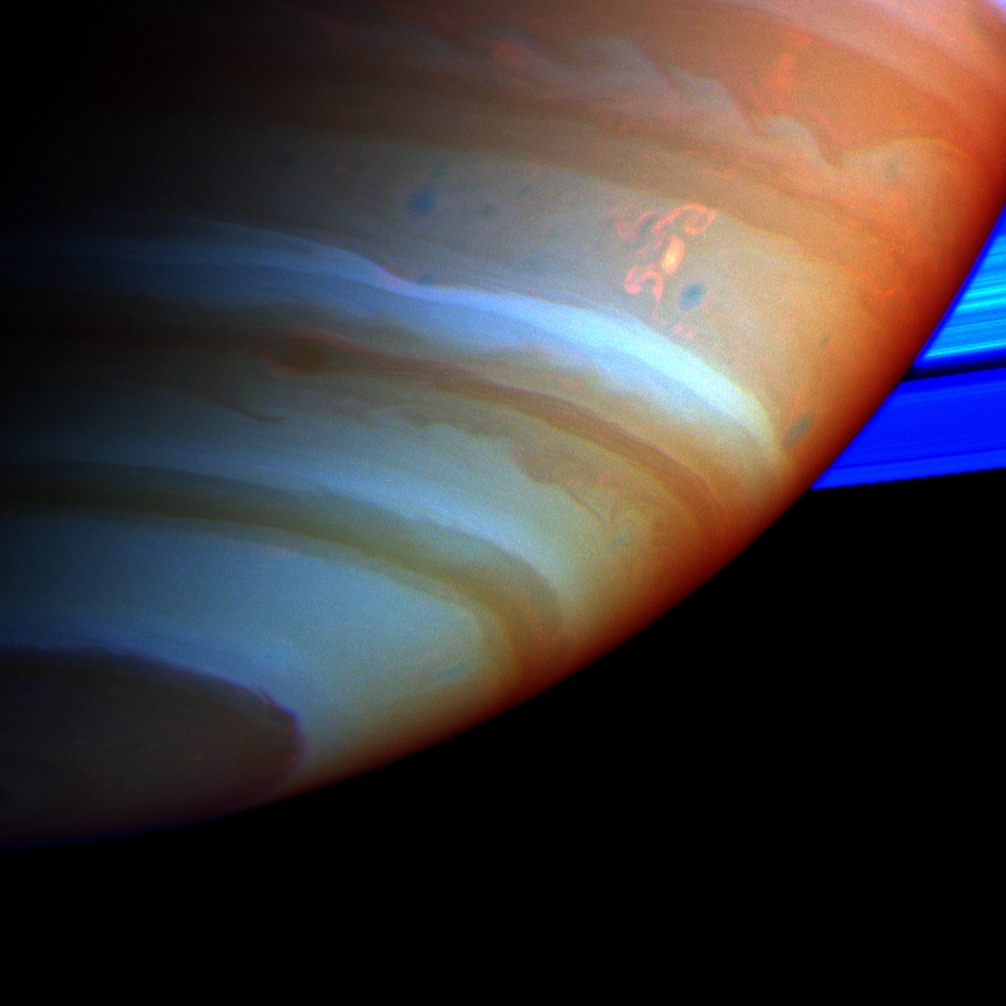
Tormenta Dragón.

Se conoce con el nombre de Tormenta Dragón (término acuñado en septiembre de 2004 debido a su forma inusual) a una tormenta convectiva grande, brillante y compleja situada en el hemisferio meridional de Saturno. Esta tormenta parece datar de mucho tiempo atrás y periódicamente produce destellos que emiten espectaculares columnas blancas antes de amainar. La Tormenta Dragón también es una potente fuente de emisiones de radio.